# Wisches
Wisches je občina v departmaju Bas-Rhin francoske regije Alzacija.
Leta 1990 je v občini živelo 1 655 oseb oz. 86 oseb/km².